# Scyllarides latus
La langosta mocha (Scyllarides latus), también conocida como langosta canaria o cigarra de mar, es una especie de crustáceo decápodo de la familia Scyllaridae que habita en el mar Mediterráneo y en la costa este del océano Atlántico. Es una especie de langosta comestible muy valorada, pero escasea en la mayor parte de su área de distribución por la sobrepesca. Los adultos llegan a medir unos 30 cm, están bien camuflados y carecen de pinzas. Muestran hábitos nocturnos, emergiendo de cuevas y otros refugios durante la noche para alimentarse de moluscos. Son depredados por numerosas especies de peces óseos. La especie más similar es Scyllarides herklotsii, que habita en la costa atlántica de África. Su etapa como larva y juvenil es ampliamente desconocida.

## Descripción

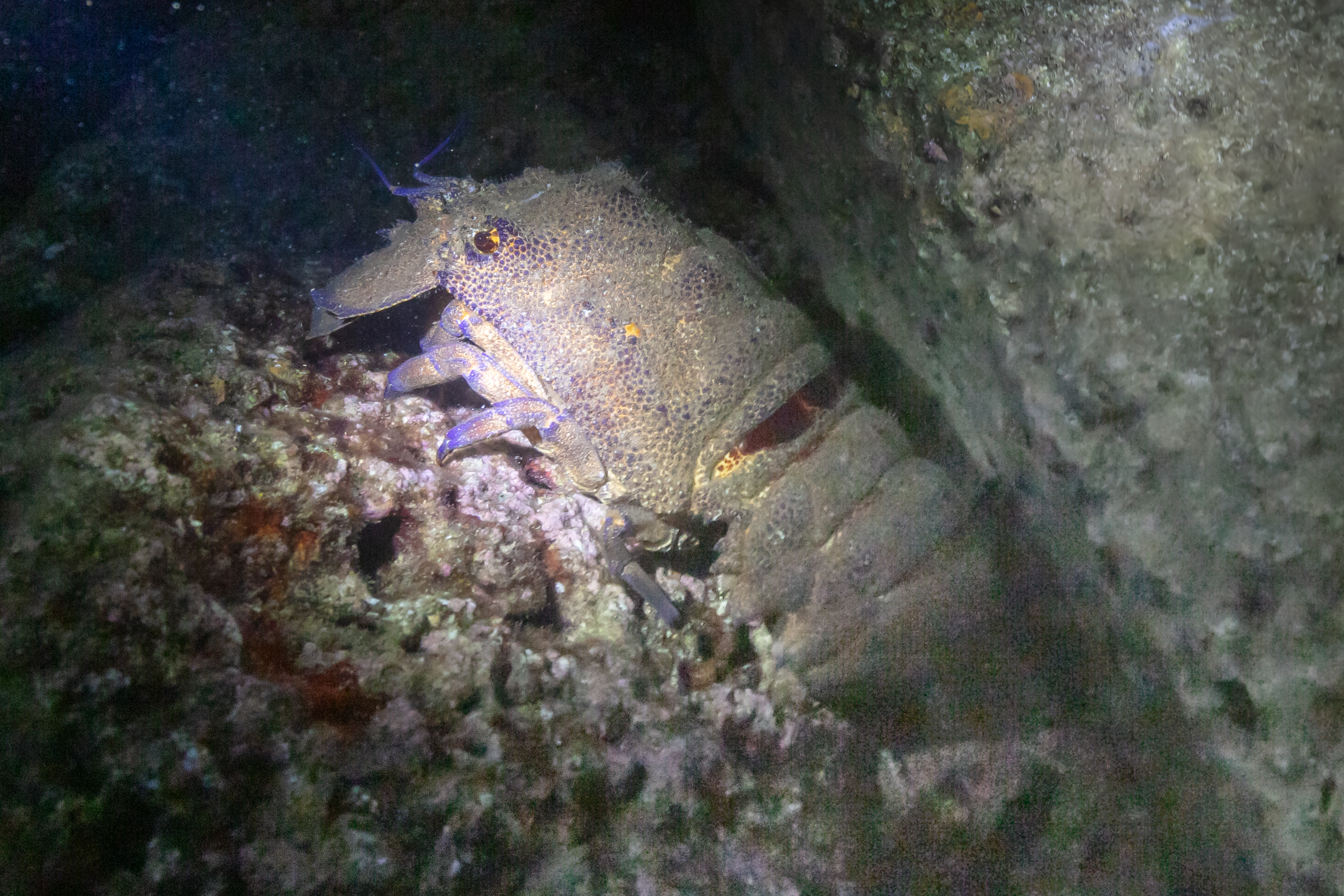
Un ejemplar de Scyllarides latus en Malta.

La langosta mocha puede crecer hasta una longitud de 45 cm, aunque por lo general no supera los 30 cm, lo que supone un caparazón de unos 12 cm. Un ejemplar puede pesar hasta 1,5 kg. Como en todas las especies de esciláridos, el segundo par de antenas está engrosado y aplanado en forma de pala. A pesar de estar emparentada con las langostas espinosas, la langosta mocha, como el resto de especies de su familia, carece de pinzas, y tampoco presenta defensas espinosas. A cambio, su exoesqueleto, en particular su caparazón, es más grueso y funciona como armadura. Los adultos se camuflan gracias a su coloración críptica, a lo que contribuye la presencia de protuberancias en su caparazón.

## Distribución y hábitat
Esta langosta se encuentra en la mayor parte de las costas del mar Mediterráneo (con una excepción notable en el Adriático septentrional) y en regiones orientales del océano Atlántico, desde Lisboa a Senegal, incluyendo Macaronesia. En Senegal, cohabita con Scyllarides herklotsii, especie de gran parecido.
Vive en sustratos rocosos o arenosos a profundidades de 4 a 100 metros. Se refugian durante el día en guaridas naturales, en los techos de cuevas o en arrecifes, prefiriendo situaciones con más de una entrada o salida.

## Alimentación
Generalmente, la langosta mocha se alimenta de moluscos como lapas o bivalvos. También, se alimenta de ostras y calamares.

## Depredadores
El depredador más importante de Scyllarides latus es el pez ballesta Balistes capriscus, aunque también se ha informado de que otras especies de peces se alimentan de estas langostas, incluidos los meros marrones (Epinephelus guaza), los serranos (Serranus), los lábridos doncella (Coris julis), los meros rojos (Epinephelus morio) y el abadejo (Mycteroperca microlepis).

## Consumo humano
La langosta mocha es comestible, pero es una especie relativamente rara y, por lo tanto, de poco interés para la pesca. Sin embargo, se captura en pequeñas cantidades a lo largo de su distribución, principalmente en redes de trasmallo, mediante la pesca de arrastre y en trampas para langostas. Se ha informado de una captura anual de 2000 a 3000 kg en Israel. La captura a mano se ha vuelto cada vez más frecuente, ya que la llegada del buceo con escafandra autónoma hizo que el hábitat del animal fuera más accesible para los humanos. Esto puede haber afectado al tamaño de las poblaciones de Scyllarides latus en algunas áreas.